# Ксилема

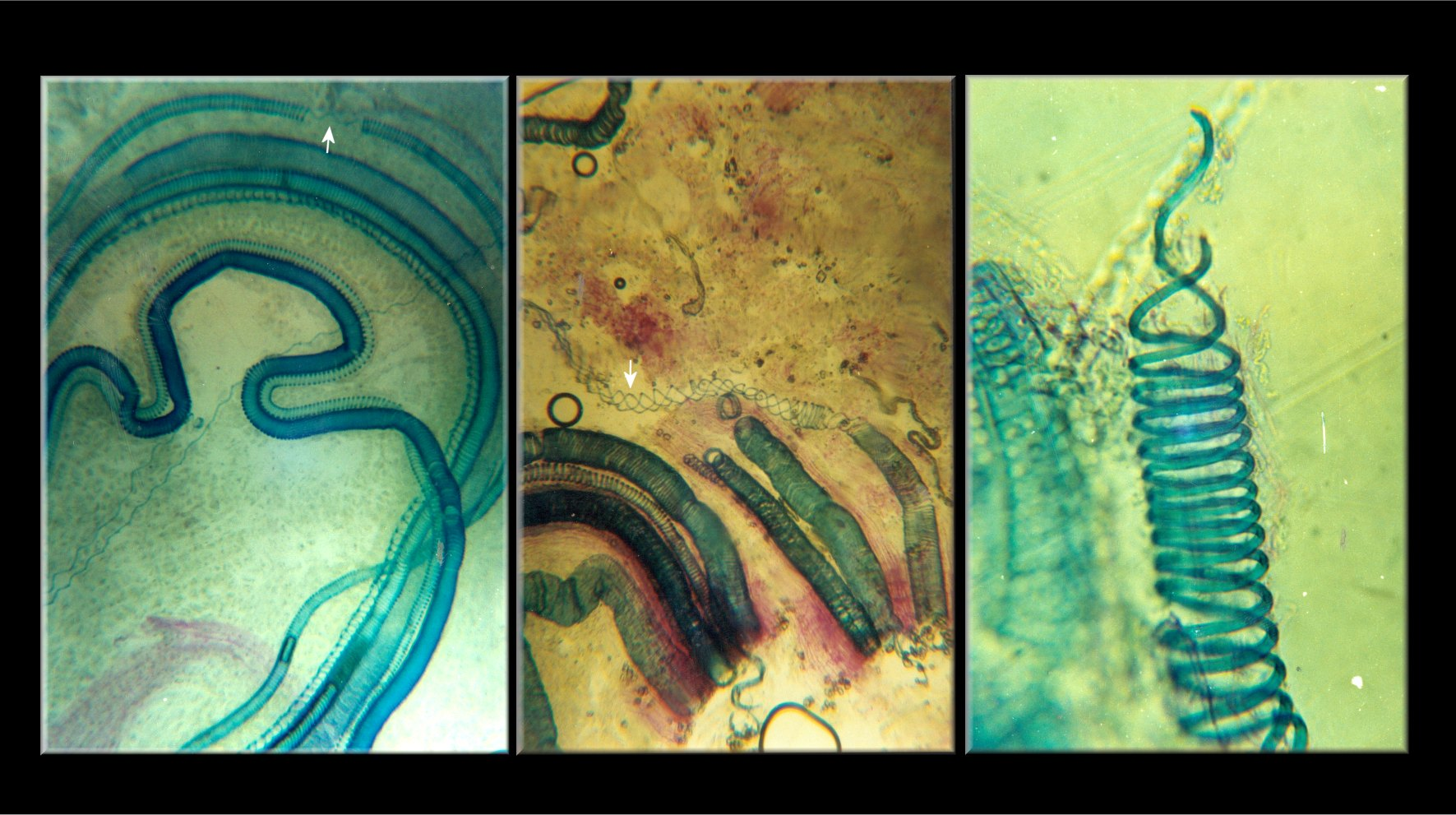
Судини ксилеми із паростків фікуса

Ксилема (від грец. xýlon — зрубане дерево) — тканина наземних рослин, що служить для проведення води і мінеральних солей від коріння вгору по рослині до листя. Складається з власне провідних (трахеїди і трахеї, або судини) і механічних (лібриформ) клітин, а також з деревинної і променевої паренхіми. Дальній транспорт виконується по трахеальних елементах ксилеми: трахеїдах та судинах, ближній по паренхімних елементах.
Стінки всіх клітин ксилеми здерев'янілі. Справжня ксилема властива всім папоротеподібним, голонасінним і квітковим рослинам. Ксилеми багатолітніх стебел і коріння називається переважно деревиною. Первинна ксилема виникає з прокамбію. Найперші її елементи — трахеїди і судини з кільчастими і спіральними потовщеннями стінок — називається протоксилемою, ті що виникають дещо пізніше сходові і пористі — метаксилемою. Вторинна ксилема утворюється з камбію.